# 音系學
音系学（英語：phonology）又稱或音位学，是語言學的分支學科，主要研究特定語言的音位，或者對於手語，研究它們的符號組成部分。「音系」一詞亦可指代特定語言的語音或符號系統。
音系學家針對某一語言的語音系統進行科學分析，研究不同的聲音元素是如何被串接、組合起來而形成一個特定的語言（如英語），並且表達出特定的意義。在漢語語境下的「音韻學、聲韻學」通常指漢語音韻學，然而其內涵並非針對漢語所做之音系學，而是漢語之歷史音系學。
音系學是研究音結構的兩大學科分支之一，另一分支為語音學，二者的區別在於音系學側重研究語音的功能，語音學側重研究語音的產生。

## 簡介
英語中，「phonology」除了可以指音系學此一學科領域之外，還可以指一個語言的語音系統。音韻系統也被視為語言的基本系統之一，與句法、形態和詞彙並列。「phonology」的詞源來自古典希臘語，phōnḗ「聲音」和表示學科的後綴-logy（來自古典,lógos「詞、語」）。
音系學常與語音學比較，音系學主要處理一個語言系統中語音的功能，後者則涉及聲音或語言符號的物理性質、聲音傳輸和 感知等描述。 二者亦多有聯繫，如在音系學的分析中會利用語音學的基本知識。
- 語音學：

1. 研究方向：發音與人體生理結構的關係，較近於語音的具體層面
即人類如何運用其口、鼻等器官與組織來發出各種不同的聲音元素，如英語的各個母音與子音。[5]
2. 側重於發音部位、發音方式，以及語音特徵的研究。
3. 特徵：只注意語音的實質不同，不考慮語音在整個語音系統裡有無意義。

- 音系學：

1. 研究方向：發音差異與語義的關係，較近於語音的抽象層面。
2. 側重於各個獨立的基本音在語音系統的重要性，語音結構及語音組合規律。
3. 特徵：發音差異在整個語音系統裡是否有意義。

而音系學定義亦依不同時期、不同學者的詮釋而有細微的差異，尼古拉伊·特魯貝茨科伊（Nikolai Trubetzkoy）在他的著作《音系學基本概念》（1939年）中將音系學定義為「與語言系統相關的聲音研究」，而語音學則是「與語言運用相關的聲音研究」。這樣的區別基本上取自索緒爾對語言和言語二分的概念。
而近期研究，拉斯（Lass，1998）將音系學分為廣義及狹義二種，廣義的音系學是廣泛指涉語言聲音的次領域，而狹義而言，音系學本體關注的是聲音作為語言元素的功能、行為和組成。克拉克等人（Clark et al.，2007）的研究則認為，音系學意指在任何人類口語中，有系統地使用聲音對意義進行編碼，或對此項使用進行研究的語言學領域。

## 研究對象

### 音與音位
結構語言學派將音位定義為「能夠區別意義的最小語音單位」。音位是抽象的且本身不具有含義；音位可具化為實際的音，該過程稱為音位的語音體現（英文）。一個音位可能包含著幾個不同音值的音，因而可以體現為一個音、兩個音或更多的同位音。:3
- 語音：即音，泛指人類所發出的聲音。
- 音位：亦稱音素，某一語言中用於區別意義的最小語音單位。
- 音系：某一語言中語音的組織規律，包括語音的對立及互補分佈、配列規則及語素的變體等。[14]:2-3
- 語音學：研究人類語音的學問。

## 歷史發展
音位系統理論的發展主要經歷古典音系學、區別特徵理論和生成音系學、線性過渡理論、非線性音系學與後線性音系學六個階段。

### 歐洲的結構主義音系學

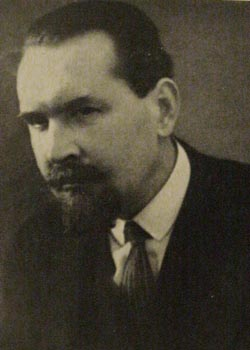
尼古拉·特魯別茨柯伊, 1920年代

20世紀初，在索緒爾的影響下，由法國結構主義學派立場出發的現代語言學開始興起，各式各樣學派也就此出現。代表的有布拉格學派（以特魯別茨柯依、雅各布森為代表）、哥本哈根學派、倫敦學派（以弗斯為代表）等等。這些學派也獨自進行了不同的音系學研究。
俄羅斯前蘇聯時期的音系學，雖然在俄羅斯革命以前與歐洲結構主義音系學有密切的關係，但在俄羅斯革命以後遂獨自發展。代表學派有莫斯科學派以及列寧格勒學派。

### 美國的結構主義音系學
在美國，薩丕爾和布龍菲爾德對20世紀初的音系學方面發揮了主導作用。布龍菲爾德是其中最具影響力的。受他影響的學者被稱為布龍菲爾德學派。
另一方面，布拉格學派的主要學者之一的雅各布森，因二戰而逃亡美國，並將布拉格學派的音韻學帶到了美國。到美國後，雅克慎發展了區辨性特徵理論，並與范特和莫利里·哈雷合作出版了《語音分析導論》。 這亦對後來的生成音系學產生影響。

### 衍生音系學
標準理論(ST-SPE)
- 代表學者：诺姆·乔姆斯基與莫里斯·哈勒（英语：Morris Halle）
- 代表作：《英語音型（英语：The Sound Pattern of English）》（SPE-1968）
- 對古典主義音系學和區別特徵理論進行批判和繼承
- 以英語音型（英语：The Sound Pattern of English）為基礎提出「語音潛在表達式理論」，是現代語音學的誕生標誌
- 四個特點：
  - a.生成性：以明確形式規則來說明辭彙的底層表達與實際發音表層傳述間的關係。
  - b.抽象性：其音系表達式比結構主義的還要抽象。
  - c.普遍性：其研究以區別特徵分類及規則使用層級性等人類語言的共性為基礎。
  - d.系統性：其為生成語法的一部份，其音位理論以語法為基礎。

(台灣學者：湯廷池(2000)《極小主義分析導論：基本觀念與原則》)
後標準理論(post-SPE從線性到非線性音系學

- 自然生成音系學 (NGP)
- 自然音系學 (NP)

非線性音系學(non-linear非線形音韻論)
1. 自主音段音系學（英语：autosegmental phonology） (ASP)
2. 節律音系學 (MP)
3. 依存音系學
4. 支構架音系學 (CVP)(台灣學者：鍾榮富(2002)《台語的語音基礎》)
5. 管轄音系學
6. 特征幾何理論
7. 不充分賦值理論
8. 韻律音系學(PP)
9. 優選論(OT)(台灣學者：蕭宇超(2006)「台灣發展中的語言形式理論」)

音系特徵理論(PF)
音節(syllable)地位的確立
- SPE-1968概括所有構成音節峰的音段
- Wang-1967(王士元)將音節作為聲調負載單位(TBU)
- 節律音系學(1976)重音節律：證實音節
- 莫拉理論(Mora1984-1989)
- 優選論(OT)也是在研究音節的基礎上發展起來的。

韻律音系學(prosody-phonology)
音系表層制約(PSC)
後線性音系學(PLP)
1. 詞匯音系學
2. 陳述音系學
3. 實驗音系學
4. 演化音系學

優選論OT(最佳化)

## 腳註
1. ↑  .   [2025-03-05] （中文（臺灣））.
2. ↑   (PDF).   [2015年10月27日]. （原始内容 (PDF)存档于2016年3月22日）.
3. ↑  .   [2015年10月27日]. （原始内容存档于2015年10月24日）.
4. ↑  余光雄 1993.
5. 1 2  Johnson and Braber.
6. ↑  音位學, 輔仁大學語言學研究所
7. ↑  . www.merriam-webster.com.   [3 January 2022]. （原始内容存档于2022-11-29） （英语）.
8. 1 2  Lass, Roger. . Cambridge, UK; New York; Melbourne, Australia: Cambridge University Press. 1998: 1  [8 January 2011]. ISBN 978-0-521-23728-4Paperback ISBN 0-521-28183-0
9. ↑  Carr, Philip. . Massachusetts, USA; Oxford, UK; Victoria, Australia; Berlin, Germany: Blackwell Publishing. 2003  [8 January 2011]. ISBN 978-0-631-19775-1Paperback ISBN 0-631-19776-1
10. ↑  Trubetzkoy N., Grundzüge der Phonologie (published 1939), translated by C. Baltaxe as Principles of Phonology （页面存档备份，存于）, University of California Press, 1969
11. ↑  Clark, John; Yallop, Colin; Fletcher, Janet.  3rd. Massachusetts, USA; Oxford, UK; Victoria, Australia: Blackwell Publishing. 2007  [8 January 2011]. ISBN 978-1-4051-3083-7. （原始内容存档于2023-04-09）Alternative ISBN 1-4051-3083-0
12. ↑  語音學與音位學的區別, 輔仁大學語言學研究所
13. ↑  洪惟仁. 第二章 音位學 （页面存档备份，存于）, 漢語語音與音韻.
14. ↑  Zhang, J. Experimental Phonology 的存檔，存档日期2013-12-03., University of Kansas, USA.
15. ↑  顧世民 2007.
16. ↑  顏寧 2009.
17. 參考書目, 輔仁大學語言學研究所